# Partsi
Partsi es una localidad situada en el condado de Hiiu, Estonia. Según el censo de 2021, tiene una población de 42 habitantes.
Está ubicada en la isla de Hiiumaa (archipiélago Moonsund), al noroeste del país, junto a la costa del mar Báltico y a poca distancia al norte de la isla de Saaremaa.